# Azahriah
Baukó Attila, művésznevén Azahriah [ejtsd: azaria:] (Budapest, 2002. január 28. –)  Artisjus-díjas magyar énekes, dalszerző és youtuber.
A videómegosztón először a Paul Street YouTube-csatorna Rejtélyek nyomdokában című sorozatával vált ismertté, amelyben elsősorban ijesztő és rejtélyes témákról készített videókat. Gyermekkora óta gitározik, dalszövegírással és hangkeveréssel 2017-ben kezdett komolyabban foglalkozni. Dalait 2019-től publikálja Azahriah művésznéven.

## Élete
Baukó Attila 2002. január 28-án született Budapesten, az újpalotai lakótelepen nevelkedett. Szülei elváltak, de mindkettőjükkel jó a kapcsolata. Édesanyja hivatásos katona, aki kétszer is megjárta békefenntartóként Koszovót. Édesapja Németországban egy autógyárban dolgozott. Szülei hagyták őt szabadon kibontakozni, ami fiukat érdekelte, abban támogatták, biztatták őt. Elsősorban a YouTube-ról tanulta a videókészítést éppúgy, mint az angol nyelvet vagy a gitározást.
Gyerekkorától zenélni szeretett volna, a metál iránti szeretete miatt kezdett el gitározni. Kedvencei például a Slipknot, System of a Down, Metallica, Iron Maiden, Pink Floyd, Led Zeppelin.

## Karrier
2014. február 9-én indította el YouTube-csatornáját, Paul Street néven. Eleinte vlogvideókat töltött fel, később áttért a rejtélyes/hátborzongató tematikára. 2023 áprilisában már 500 ezer feliratkozóval rendelkezett.
Azahriah művésznéven 2019-ben jelentette meg első dalait, Pócsi Botond (Hundred Sins) közreműködésével. Egy interjúban úgy nyilatkozott, művészneve Uzziás júdai király (latinul: Azarias) nevéből ered. Első saját számát Hathor címmel 2020. január 28-án publikálta. Debütáló albumát 2020. április 15-én, I'm Worse címmel adta ki, angol nyelven. Második angol nyelvű albumát 2021. június 29-én adta ki Camouflage néven.
Az áttörést a DESH közreműködésével készült, 2020 novemberében publikált RÉT című dal jelentette, amivel felkerültek a Mahasz slágerlistájára is. A duó 2021 májusában kiadott MIND1 című száma rögtön a Mahasz Stream Top 40 slágerlista 9. helyén nyitott, majd listavezetőként is szerepelt. A 2021 júliusában megjelent EL BARTO ugyanezen a listán a 6. helyet érte el. Azahriah-t 2021 novemberében az MTV EMA díjátadóján 2021 legjobb magyar előadójának hirdették ki. A 2022-ben publikált tevagyazalány (ami a 34. helyet érte el), valamint a MIND1 című számuk 2022 májusában (több új szerzemény mellett) felkerült a páros A ló túloldalán címmel megjelent stúdióalbumára is.
2022. augusztus 10-én a silbak középlemezt jelentette meg, a számok mindegyike rövid időn belül bekerült a Mahasz Stream Top 40-be, egy részük pedig más Mahasz- vagy Billboard toplistára is. 2023. március 10-én teltházas koncertet adott a Papp László Sport Arénában. 2023. május 1-jén Memento címmel, 2024. április 18-án pedig Skatulya I címmel új nagylemezt jelentetett meg.
2024. május 24-én, 25-én és 26-án a Puskás Arénában adott önálló teltházas triplakoncertet. Ez az esemény egyedülálló a magyar zeneipar történelmében, hiszen korábban egyik magyar előadónak sem sikerült háromszor egymás után megtöltenie ezt az arénát.
2024. október 6-án bejelentette, hogy a második európai turnéja után visszavonul, azonban 2025. február 14-én új dallal jelentkezett.

## Diszkográfia

### Nagylemezek
| Év   | Album                                         | Legmagasabb helyezés     | Minősítés           |
| Év   | Album                                         | Album Top 40 slágerlista | Minősítés           |
| ---- | --------------------------------------------- | ------------------------ | ------------------- |
| 2020 | I’m Worse - Megjelenés: 2020. április 15.     | –                        |                     |
| 2021 | camouflage - Megjelenés: 2021. június 29.     | 19                       |                     |
| 2022 | A ló túloldalán - Megjelenés: 2022. május 20. | 1                        | 15×-ös platinalemez |
| 2023 | memento - Megjelenés: 2023. május 1.          | 1                        |                     |
| 2024 | skatulya I - Megjelenés: 2024. április 18.    | 2                        |                     |

### Koncertalbumok
| Év   | Album                                                                       | Legmagasabb helyezés     | Minősítés |
| Év   | Album                                                                       | Album Top 40 slágerlista | Minősítés |
| ---- | --------------------------------------------------------------------------- | ------------------------ | --------- |
| 2023 | Papp László Aréna LIVE (2023) - Megjelenés: 2023. április 4.                | 29                       |           |
| 2025 | Puskás Aréna Live (2024) - 2. koncertalbum - Megjelenés: 2024. december 29. | 27                       |           |

### Középlemezek
| Év   | Album                                                                  | Legmagasabb helyezés     | Minősítés |
| Év   | Album                                                                  | Album Top 40 slágerlista | Minősítés |
| ---- | ---------------------------------------------------------------------- | ------------------------ | --------- |
| 2022 | SuperSize (Live Session 2022, Acoustic) - Megjelenés: 2022. július 15. | –                        |           |
| 2022 | silbak - Megjelenés: 2022. augusztus 17.                               | 5                        |           |
| 2023 | tripq - Megjelenés: 2023. augusztus 24.                                | 1                        |           |

### Kislemezek
| Év   | Dal                                                           | Legjobb helyezés | Legjobb helyezés | Legjobb helyezés     | Legjobb helyezés | Legjobb helyezés | Legjobb helyezés | Legjobb helyezés       | Album                  |
| Év   | Dal                                                           | Mahasz           | Mahasz           | Mahasz               | Mahasz           | Mahasz           | Mahasz           | Billboard              | Album                  |
| Év   | Dal                                                           | Rádiós Top 40    | Editors' Choice  | Magyar Rádiós Top 40 | Dance Top 40     | Single Top 40    | Stream Top 40    | Hungary Songs          | Album                  |
| ---- | ------------------------------------------------------------- | ---------------- | ---------------- | -------------------- | ---------------- | ---------------- | ---------------- | ---------------------- | ---------------------- |
| 2019 | BLiND (Azahriah & Hundred Sins)                               | –                | –                | –                    | –                | –                | –                | –                      | Nem jelent meg albumon |
| 2020 | Hathor                                                        | –                | –                | –                    | –                | –                | –                | –                      | Nem jelent meg albumon |
| 2020 | Despair                                                       | –                | –                | –                    | –                | –                | –                | –                      | Nem jelent meg albumon |
| 2020 | COMICAL TRAGEDY (Azahriah, Hundred Sins)                      | –                | –                | –                    | –                | –                | –                | –                      | Nem jelent meg albumon |
| 2020 | Nevettale (Azahriah x Tíkéj & Zilkerson)                      | –                | –                | –                    | –                | –                | –                | –                      | Nem jelent meg albumon |
| 2020 | RÉT (Azahriah x DESH)                                         | –                | –                | –                    | –                | 9                | 7                | 18                     | Nem jelent meg albumon |
| 2021 | 4K LOVE                                                       | –                | –                | –                    | –                | 22               | 36               | –                      | Camouflage             |
| 2021 | aight                                                         | –                | –                | –                    | –                | –                | 22               | –                      | Camouflage             |
| 2021 | MIND1 (Azahriah x DESH)                                       | 28               | –                | 11                   | –                | 4                | 1                | 5                      | A ló túloldalán        |
| 2021 | EL BARTO (Azahriah x DESH)                                    | –                | –                | –                    | –                | 12               | 6                | –                      | Nem jelent meg albumon |
| 2022 | tevagyazalány (Azahriah x DESH)                               | –                | –                | –                    | –                | –                | 13               | 13                     | A ló túloldalán        |
| 2022 | Miafasz (Azahriah x DESH)                                     | –                | –                | –                    | –                | 7                | 2                | 1                      | A ló túloldalán        |
| 2022 | Pullup (Azahriah x DESH)                                      | –                | –                | –                    | –                | 4                | 1                | 1                      | A ló túloldalán        |
| 2022 | Habibi (Azahriah x DESH)                                      | –                | –                | –                    | –                | 29               | 7                | 5                      | A ló túloldalán        |
| 2022 | téveszmék                                                     | –                | –                | –                    | –                | 36               | 6                | 4                      | silbak                 |
| 2022 | four moods                                                    | 27               | 15               | 5                    | 4                | 1                | 1                | 1                      | silbak                 |
| 2023 | introvertált dal                                              | 34               | 2                | 1                    | 1                | 2                | 1                | 1                      | memento                |
| 2023 | szosziazi                                                     | –                | –                | –                    | –                | 2                | 1                | 1                      | memento                |
| 2023 | 3korty                                                        | 34               | –                | 22                   | 6                | 2                | 1                | 1                      | memento                |
| 2023 | Heaven (a Stadiumx-szel és Sam Martinnal)                     | 26               | –                | 16                   | –                | 3                | 6                | 7                      | Nem jelent meg albumon |
| 2023 | Rampapapam (DESH, Azahriah, Young Fly dal, közr. Lord Panamo) | –                | 21               | 8                    | 10               | 1                |                  | 1                      | CARPE DIEM             |
| 2023 | valami amerikai                                               | –                | –                | 12                   | –                | 5                | 6                | Nem jelent meg albumon |                        |
| 2024 | mariana.árok                                                  | –                | –                | 31                   | –                | 1                | 1                | skatulya I             |                        |
| 2024 | cipoe                                                         | –                | –                | –                    | –                | 1                | 1                | skatulya I             |                        |
| 2024 | Don’t Turn The Bass Down (a L'Entourlooppal)                  | –                | –                | –                    | –                | 5                | 3                | Nem jelent meg albumon |                        |
| 2025 | Don’t Be Afraid (Blanks-szel)                                 | –                | –                | 20                   | –                | 7                | 7                | Nem jelent meg albumon |                        |

### Egyéb slágerlistás dalok
| Év   | Dal                                                             | Legjobb helyezés | Legjobb helyezés     | Legjobb helyezés | Legjobb helyezés | Legjobb helyezés | Album                         |
| Év   | Dal                                                             | Mahasz           | Mahasz               | Mahasz           | Mahasz           | Billboard        | Album                         |
| Év   | Dal                                                             | Rádiós Top 40    | Magyar Rádiós Top 40 | Single Top 40    | Stream Top 40    | Hungary Songs    | Album                         |
| ---- | --------------------------------------------------------------- | ---------------- | -------------------- | ---------------- | ---------------- | ---------------- | ----------------------------- |
| 2022 | Tisztán iszom (Azahriah x DESH)                                 | –                | –                    | 14               | 5                | 4                | A ló túloldalán               |
| 2022 | Drogba (Azahriah x DESH)                                        | –                | –                    | –                | 11               | 8                | A ló túloldalán               |
| 2022 | Felednéd (Azahriah x DESH)                                      | –                | –                    | 36               | 6                | 6                | A ló túloldalán               |
| 2022 | Okari                                                           | –                | –                    | 10               | 1                | 2                | A ló túloldalán               |
| 2022 | Lóerő (Azahriah x DESH, közreműködik Young Fly)                 | –                | –                    | 31               | 12               | 14               | A ló túloldalán               |
| 2022 | Megmentő (Azahriah x DESH)                                      | –                | –                    | –                | 15               | 15               | A ló túloldalán               |
| 2022 | Dopamin                                                         | –                | –                    | –                | 19               | 23               | A ló túloldalán               |
| 2022 | figyelj                                                         | –                | –                    | 17               | 2                | 2                | silbak                        |
| 2022 | rút                                                             | –                | –                    | –                | 9                | 15               | silbak                        |
| 2022 | yesterday                                                       | –                | –                    | 37               | 11               | 20               | silbak                        |
| 2022 | intro                                                           | –                | –                    | –                | 21               | –                | silbak                        |
| 2023 | 3korty – LIVE                                                   | –                | –                    | 14               | 14               | 14               | Papp László Aréna LIVE (2023) |
| 2023 | Casa de papel – LIVE                                            | –                | –                    | –                | 33               | –                | Papp László Aréna LIVE (2023) |
| 2023 | Delirium                                                        | –                | –                    | 34               | 5                | 5                | Memento                       |
| 2023 | Casa de papel                                                   | –                | –                    | 4                | 4                | 4                | Memento                       |
| 2023 | Kaotikus egy ház!                                               | –                | –                    | 28               | 6                | 10               | Memento                       |
| 2023 | Gát                                                             | –                | –                    | 4                | 5                | 3                | Memento                       |
| 2023 | Four moods 2 (közreműködik Queen Omega)                         | –                | –                    | 27               | 8                | 5                | Memento                       |
| 2023 | Hessdalen                                                       | –                | –                    | –                | 15               | 16               | Memento                       |
| 2023 | Depicentrum (outro)                                             | –                | –                    | –                | 16               | 18               | Memento                       |
| 2023 | Walkin a street (DESH, Azahriah, Young Fly dal)                 | –                | –                    | 5                |                  | 4                | CARPE DIEM                    |
| 2023 | ceremónia (Azahriah x DESH dal)                                 | –                | –                    | 1                | 3                | tripq            |                               |
| 2023 | vicc (Azahriah x DESH dal)                                      | –                | –                    | 6                | 8                | tripq            |                               |
| 2023 | lost tiki (Azahriah x DESH dal)                                 | –                | –                    | 4                | 7                | tripq            |                               |
| 2023 | bulbaba (Azahriah x DESH dal)                                   | –                | –                    | 7                | 8                | tripq            |                               |
| 2023 | béke (Azahriah x DESH x Young Fly x Lord Panamo x Copy Con dal) | –                | –                    | 3                | 4                | tripq            |                               |
| 2024 | kapu                                                            | –                | –                    | 2                | 2                | skatulya I       |                               |
| 2024 | lesson                                                          | –                | –                    | 14               | 14               | skatulya I       |                               |
| 2024 | viadal                                                          | –                | –                    | 12               | 11               | skatulya I       |                               |
| 2024 | yukata                                                          | –                | –                    | 13               | 13               | skatulya I       |                               |
| 2024 | tartarosz                                                       | –                | –                    | 9                | 9                | skatulya I       |                               |

#### Közreműködések
| Év   | Dal                                                                 | Legjobb helyezés       | Legjobb helyezés     | Legjobb helyezés | Legjobb helyezés | Legjobb helyezés | Legjobb helyezés       | Album                  |
| Év   | Dal                                                                 | Mahasz                 | Mahasz               | Mahasz           | Mahasz           | Mahasz           | Billboard              | Album                  |
| Év   | Dal                                                                 | Editors’ Choice Top 40 | Magyar Rádiós Top 40 | Dance Top 40     | Single Top 40    | Stream Top 40    | Hungary Songs          | Album                  |
| ---- | ------------------------------------------------------------------- | ---------------------- | -------------------- | ---------------- | ---------------- | ---------------- | ---------------------- | ---------------------- |
| 2019 | OYE (Hundred Sins, Azahriah)                                        | –                      | –                    | –                | –                | –                | –                      | Nem jelent meg albumon |
| 2020 | Lonely (Hundred Sins x Azahriah)                                    | –                      | –                    | –                | –                | –                | –                      | Nem jelent meg albumon |
| 2020 | Nem létezel (YoungBoy Rallo x Azahriah)                             | –                      | –                    | –                | –                | –                | –                      | Nem jelent meg albumon |
| 2020 | 203 (DESH dal, közreműködik Azahriah)                               | –                      | –                    | –                | –                | –                | –                      | Nem jelent meg albumon |
| 2022 | Hol talállak ébren (Nági & Betti x Azahriah)                        | –                      | –                    | –                | –                | 29               | –                      | Nem jelent meg albumon |
| 2022 | Köd (4Tress dal, közreműködik Azahriah)                             | –                      | –                    | –                | 31               | –                | 11                     | Nem jelent meg albumon |
| 2022 | Fless (Rico x Miss Mood dal, közreműködik Azahriah, DESH)           | –                      | –                    | –                | –                | –                | 16                     | Nem jelent meg albumon |
| 2022 | Átkozott (Hundred Sins dal, közreműködik ajsa luna, Azahriah)       | –                      | –                    | –                | –                | –                | –                      | Nem jelent meg albumon |
| 2022 | Várnék (Dzsúdló dal, közreműködik Azahriah)                         | –                      | –                    | –                | 11               | 1                | 1                      | Nem jelent meg albumon |
| 2022 | Mindent Megbocsájt (Hundred Sins x Azahriah feldolgozás)            | –                      | –                    | –                | –                | –                | –                      | Nem jelent meg albumon |
| 2022 | Papa (DESH x Azahriah dal)                                          | –                      | –                    | –                | 5                | 2                | 1                      | DESHPERADO             |
| 2023 | Toxic (Manuel dal, közreműködik Azahriah)                           | –                      | –                    | –                | 13               | 5                | 4                      | Idegen                 |
| 2023 | Nagy a zaj (AZI x AZA dal)                                          | –                      | –                    | –                | 34               |                  | –                      | Nem jelent meg albumon |
| 2023 | Eldorádó (DESH x Azahriah dal)                                      | –                      | –                    | –                | 5                | 5                | A bús barista balladái |                        |
| 2024 | BAKPAKK (DESH x Young Fly x Azahriah dal)                           | 34                     | 7                    | –                | 1                | 1                | BAKPAKK                |                        |
| 2024 | PANNONIA (DESH x Young Fly x Azahriah dal)                          | 4                      | 2                    | 3                | 1                | 1                | BAKPAKK                |                        |
| 2025 | ZHA MAJ DUR (L.L. Junior x Azahriah dal, közreműködik Farkas Pisti) | –                      | –                    | –                | 1                | 1                | Nem jelent meg albumon |                        |
| 2025 | GIN TONIC (L.L. Junior x Azahriah dal)                              | –                      | –                    | –                | 13               | 13               | Nem jelent meg albumon |                        |

## Díjak, elismerések

### Artisjus-díj
| Év   | Jelölés  | Kategória                         | Eredmény |
| ---- | -------- | --------------------------------- | -------- |
| 2024 | Azahriah | Az év junior könnyűzenei alkotója | Elnyerte |

### Fonogram díj
| Év   | Jelölés                                                      | Díj                                                      | Eredmény |
| ---- | ------------------------------------------------------------ | -------------------------------------------------------- | -------- |
| 2022 | Azahriah                                                     | Az év felfedezettje                                      | Jelölve  |
| 2022 | Azahriah x DESH – Mind1                                      | Az év hangfelvétele                                      | Jelölve  |
| 2022 | Azahriah – Mind1 (x DESH) / Rét (x DESH) / Camouflage        | Az év hazai modern pop-rock albuma vagy hangfelvétele    | Jelölve  |
| 2023 | Azahriah – silbak / A ló túloldalán (DESH) / El Barto (DESH) | Az év hazai modern pop-rock albuma vagy hangfelvétele    | Jelölve  |
| 2023 | Azahriah – four moods                                        | Az év hangfelvétele                                      | Jelölve  |
| 2024 | Stadiumx, Sam Martin, Azahriah – Heaven                      | Az év hazai elektronikus zenei albuma vagy hangfelvétele | Jelölve  |

### MTV Europe Music Awards
| Év   | Jelölés  | Kategória             | Eredmény |
| ---- | -------- | --------------------- | -------- |
| 2021 | Azahriah | Legjobb magyar előadó | Elnyerte |

## Filmek
- Valami Amerika (2023)
- Mi vagyunk Azahriah (2024)

## Botrányok
2025. július 2-án egy instagram sztoriban a Fidesz szavazóit "értelmileg és mentálisan is visszamaradott véglényeknek" nevezte. Pár órával később a felháborodás hatására bocsánatot kért.